# Filip Kaša
Filip Kaša (ur. 1 stycznia 1994 w Ostrawie) – czeski piłkarz występujący na pozycji środkowego obrońcy w słowackim klubie MŠK Žilina.